# Guillaume de Nangis
Guillaume de Nangis, noto anche come Guglielmo di Nangis (... – 1300), è stato un religioso benedettino e cronista francese.
Era monaco presso abbazia di Saint-Denis; circa nel 1285 ebbe l'incarico di custos cartarum presso la biblioteca abbaziale. 
Dopo aver sicuramente lavorato sui manoscritti latini su cui sono basate le Grandes Chroniques de France, Guillaume scrisse un lungo Chronicon, riguardo alla storia del mondo dalla Creazione sino al 1300. Per il periodo anteriore al 1113 si tratta di una ripetizione del lavoro di Sigebert di Gembloux e di altri autori; ma dopo tale data contiene notizie nuove e di un certo valore.
Altre sue opere sono: Gesta Ludovici IX; Gesta Philippi  III, sive Audacis; Chronicon abbreviatum regum Francorum; e una traduzione di quest'ultimo lavoro in lingua francese, a beneficio dei laici (che di solito non conoscevano il latino).
Servendosi della grande raccolta di manoscritti di Saint-Denis, Guillaume fu un compilatore, piuttosto che un vero e proprio autore, e con l'eccezione dell'ultima parte del Chronicon la sua opera non aggiunge molto alla nostra conoscenza del suo tempo.
Entrambe le sue cronache, tuttavia, divennero molto popolari, e trovarono diversi continuatori: Jean de Joinville, tra gli altri, si servì del Chronicon.